# Llanterna biunial
La llanterna biunial és una llanterna màgica amb dos sistemes de projecció separats que estan col·locats un a sobre de l'altre. La combinació dels dos sistemes de projecció permet al projeccionista sobreposar en la mateixa pantalla dues imatges per realitzar l'efecte de fosa encadenada o altres efectes especials.

## Funcionament
La llanterna biunial estava composta per un cos vertical de fusta o de metall, en el qual s'instal·laven dues fonts de llum i els seus respectius sistemes òptics de manera que els eixos coincidissin en paral·lel. La doble projecció s'aconseguia encaixant dos aparells -o bé superposant-los o bé unint-los per la base- de manera que es podien barrejar sobre la pantalla imatges que originalment estaven en suports o plaques aïllades. Els aparells compostos projectaven els seus feixos de llum sobre el mateix lloc de la pantalla, fent possible la fosa gràcies al fet que la base sobre la qual es col·locava l'objectiu de projecció, construït amb llautó i fixat amb cargols, podia col·locar-se en qualsevol angle desitjat.
Amb aquest artefacte es podia realitzat l'efecte de projecció de la fosa encadenada o dissolving views. Per aconseguir aquest tipus d'efecte, es col·locaven, per exemple, dues imatges d'un mateix paisatge, però una a l'estiu i l'altra a l'hivern, una en la part superior i l'altra en la part inferior, davant dels dos focus de la llanterna. Regulant la intensitat dels focus lluminosos, disminuint la potència d'un i augmentant l'altra, es podia canviar gradualment la imatge de la pantalla transformant un mateix paisatge estiuenc en hivernal.

## Història
Aquest model fou el més popular de les llanternes màgiques creades, aconseguint la seva màxima esplendor a la Gran Bretanya de les dues últimes dècades del segle xix. E. G Wood, fabricant d'instruments científics, va llançar al mercat aquestes llanternes cap a l'any 1885, tot i que al catàleg de fabricants de llanternes biunials no apareixen fins al 1857. Tant les llanternes màgiques biunials com les triunnials, van permetre obtenir un alt grau d'elaboració narrativa mitjançant la successió d'imatges planes. A més, en principi, eren els únics aparells que podien realitzar la projecció d'imatges estereoscòpiques, que, com la ideada l'any 1858 pel físic francès Charles d'Almeida, necessitaven diverses fonts de llum per produir l'efecte tridimensional a la pantalla. Durant la segona meitat del segle xix, la possessió d'una llanterna biunial era un signe de prestigi entre els projeccionistes.